# Chiesa della Madonna del velo (Orvieto)
La chiesa della Madonna del velo è un luogo di culto cattolico ora sconsacrata, addossata esternamente alle mura occidentali di Orvieto, in provincia di Terni, e sita sulla strada comunale Conce.

## Storia
Fu voluta dal Vescovo di Orvieto monsignor Giuseppe di Marsciano che la iniziò nel 1749 con le elemosine sue e dei benefattori, consacrandola il 5 giugno 1751. Posta fuori delle mura della città nella contrada di Porta maggiore, dopo averla dotata degli arredi necessari, ne lasciò il patronato a suo fratello conte Alessandro di Marsciano, per sé e i suoi eredi. Il vescovo  Giuseppe di Marsciano morì a Orvieto il 2 luglio 1754 e qui venne sepolto.

## Descrizione
Il Vescovo monsignor  Giuseppe di Marsciano, amante dell'immagine della Madonna del Velo, che esisteva in una cappelletta minacciante rovina situata fra le vigne, da qui la prelevò e la fece collocare in questa nuova chiesa dove egli pose il primo sasso dalle fondamenta nell’agosto del 1749, e dopo terminata la costruzione, la consacrò, e la dedicò a questa sacra immagine il 5 giugno dell'anno 1751. In questa chiesa fabbricata a volta vi erano tre altari, uno da capo, che guardava verso occidente, fabbricato di porfido, e in alto con stucchi e fogliami in oro, dove stava collocata l’immagine della Madonna del Velo dipinta sul sasso tutto in un pezzo vagliato dall'antica rovinosa cappelletta. Gli altri due altari stavano ai lati della medesima chiesa in due cappellette stondate. Nel pezzo della volta di questa chiesa vi era un quadro grande rappresentante la Beata Vergine, che dà il velo alla beata Angelina di Marsciano. Nel pavimento vi era una lapide sepolcrale che notava il deposito del vescovo  Giuseppe di Marsciano qui sepolto il 4 luglio 1754.